# Berghemsmoränen

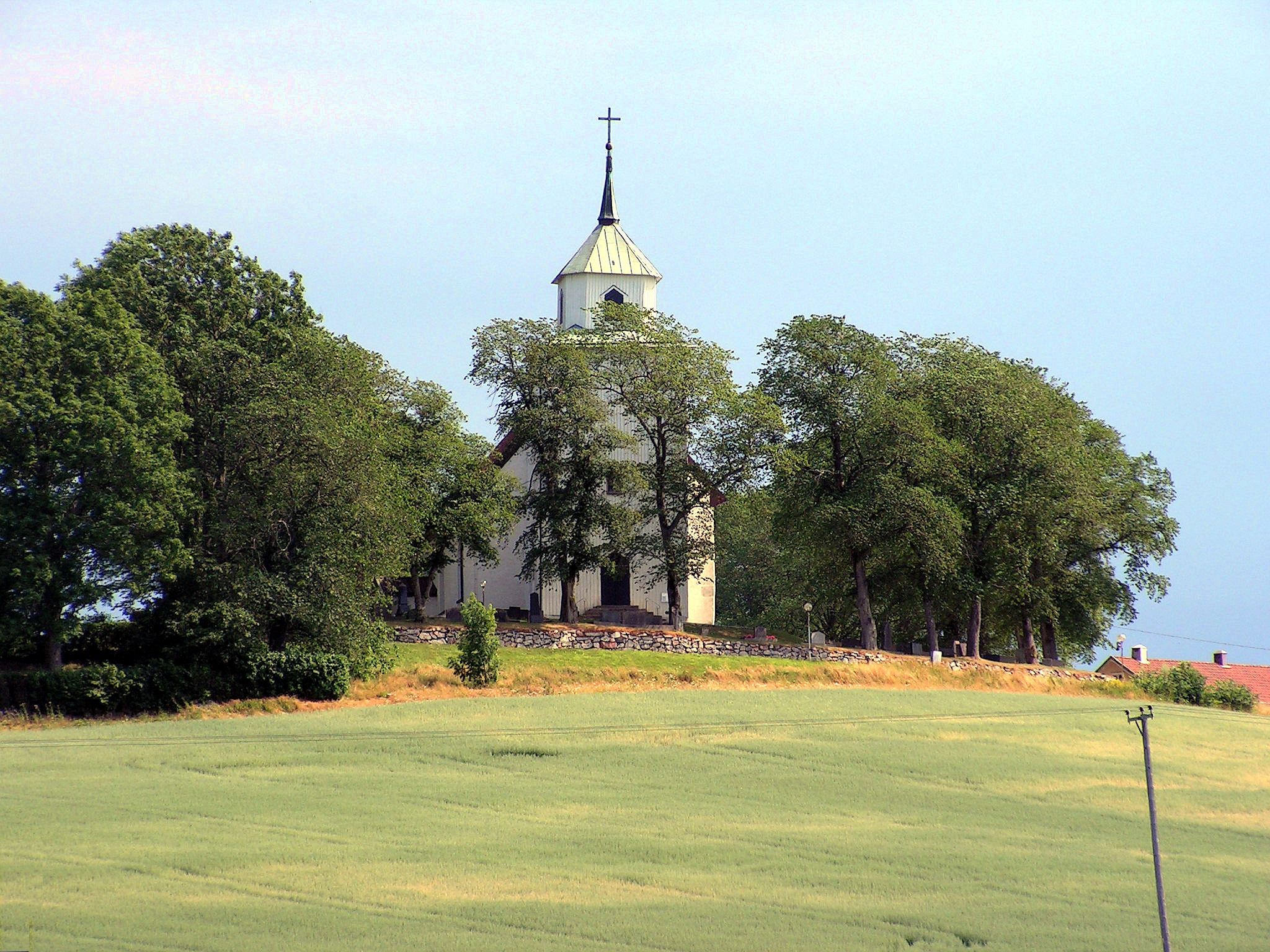
Svarteborgs kyrka står på Berghemsmoränen.

Berghemsmoränen är en ändmorän, som bildades för ca 14 000 år sedan, då den senaste inlandsisens front gjorde ett tillfälligt stopp under sitt tillbakadragande. Stora mängder morän matades fram och sköts ihop framför isfronten. 
Berghemsmoränen sträcker sig längs västra Götaland från Koster (Strömstads kommun) i norr till Berghem (Marks kommun) och vidare söderut. I Bohuslän är ändmoränen särskilt tydlig vid Tanumshede, Huds moar, Svarteborgs kyrka, Sund (under Uddevallabron) och Backamo. Moränens tjocklek varierar från något tiotal meter upp till över ett hundra meter. Efter avlagringen har ändmoränen bearbetats av svallande och rinnande vatten.